# قياسة منشورية
القياسة المنشورية (الاسم العلمي:Plusia manchurica) هي نوع من الحشرات تتبع جنس القياسة من فصيلة الليليات.